# Bogdan Musiol
Bogdan Musiol, född 25 juli 1957 i Świętochłowice i Oberschlesien i Polen, är en tidigare tysk bobåkare som tävlade för Östtyskland och Tyskland. Hoppe deltog i fyra vinter-OS och vann sju OS-medaljer. Han blev även världsmästare i fyrmannsbob 1978 och 1991 och i världsmästare i tvåmannsbob 1989.
Bogdan Musiols familj flyttade från Polen till Östtyskland på 1960-talet. Musiol började som friidrottare och var framförallt framgångsrik som kulstötare. 1977 började han med bob och tävlade för ASK Vorwärts Oberhof. Han blev världsmästare 1978 tillsammans med Horst Schönau. Musiol kom att köra med Östtysklands främsta bobpiloter: Bernhard Germeshausen, Meinhard Nehmer, Bernhard Lehmann, Detlef Richter och Wolfgang Hoppe. Musiol deltog i fem olympiska spel 1980-1994. Vid OS i Lake Placid tog han guld i fyrmannabob och brons i tvåmannabob. Vid vinterspelen 1984, 1988 och 1992 tog han silver i fyrmannabob samt silver i tvåmannabob vid spelen 1984 och 1988. 